# Margaliot
Margaliot (en hebreo: מרגליות‎) es un moshav ubicado en el distrito Norte de Israel. Situado en la Alta Galilea a lo largo de la frontera con el Líbano, alrededor de 2 km al oeste de la ciudad de Kiryat Shemona, recae bajo la jurisdicción del consejo regional de Mevuot Hermón. En 2023 tenía una población de 457 habitantes.

## Etimología
El moshav recibió su nombre del agrónomo Jaim Margaliot-Kalvarisky, un director principal de la Jewish Colonization Association (JCA) que fue designado por el barón Edmond James de Rothschild para supervisar el trabajo de los asentamientos judíos en Galilea a principios del siglo XX.

## Historia

### Edad del Hierro
Existió un asentamiento en el sitio en la Edad del Hierro I (1200-1000 a. C.), y nuevamente desde el período persa (586-332 a. C.) hasta la última parte del período bizantino (siglo V – siglo VI d. C.).

### Época cruzada y mameluca
El castillo de Chastel Neuf (en francés medieval) o Castellum Novum (en latín) fue construido en dos fases por los cruzados alrededor de 1106-1107 al norte del actual Margaliot, y refortificado por el sultán mameluco Baibars I en 1266. El foso es el único elemento cruzado bien visible que queda, con muy poco de las estructuras medievales que se conservan.

### Época otomana
El castillo fue completamente reconstruido en el siglo XVIII por Zahir al-Umar, quien gobernó Galilea en el siglo XVIII (décadas de 1730 a 1775). Los restos del castillo, que cubren un área de 9 dunams, incluyen un foso cruzado excavado en la roca, cisternas y una puerta de entrada abovedada y otros restos de murallas del siglo XVIII. En este periodo, es donde la aldea árabe chií de Hunín comenzó a desarrollarse en el lugar.
En 1752, se construyó una mezquita en Hunín. La inscripción dedicatoria se ha leído tentativamente diciendo que la casa de oración fue consagrada a Yafar al-Sadiq, el sexto imán chií. El pueblo sufrió graves daños como resultado del terremoto de 1837, según Edward Robinson, quien visitó el lugar en 1856. En 1875, Victor Guérin visitó Hunín.
En 1881, Hunín aparece descrito por el Fondo para la Exploración de Palestina (PEF) como "un pueblo construido de piedra, unida a un castillo cruzado en ruinas, y que contiene aproximadamente 100 musulmanes. La situación se encuentra en una colina baja justo antes de que las colinas desciendan hacia el este hasta el valle de Jule; las colinas circundantes están baldías, cubiertas de matorral bajo, pero en los valles hay algo de tierra cultivable. El agua se obtiene de numerosas cisternas; un abedul y un manantial al sureste".

### Mandato británico de Palestina
La frontera entre Siria, el Líbano y Palestina fue producto de la partición anglo-francesa de la Siria otomana posterior a la Primera Guerra Mundial. Las fuerzas británicas habían avanzado hasta una posición en Tel Hazor contra las tropas turcas en 1918 y deseaban incorporar todas las fuentes del río Jordán dentro de la Palestina controlada por los británicos. Tras la Conferencia de Paz de París de 1919, y el Tratado de Sèvres no ratificado y posteriormente anulado, derivado de la conferencia de San Remo, el límite de 1920 extendió el área controlada por los británicos al norte de la línea Sykes-Picot, una línea recta entre el punto medio del Mar de Galilea y Nahariya. La frontera internacional entre Palestina y el Líbano fue finalmente acordada por Gran Bretaña y Francia en 1923, junto con el Tratado de Lausana, después de que Gran Bretaña recibió un mandato de la Liga de Naciones para Palestina en 1922.
En abril de 1924, Hunín y otras seis aldeas chiitas, y aproximadamente otros 20 asentamientos, fueron transferidos del Mandato francés de Siria y Líbano hacia el Mandato británico de Palestina por Francia. En el censo de Palestina de 1931, llevado a cabo por las autoridades británicas, la población de Hunín era de 1075 habitantes, todos musulmanes chiitas, en un total de 233 casas.
En las estadísticas municipales de 1945, la población de Hunín (con las aldeas libanesas de Hula y Adaisé) era de 1620 musulmanes, con un total de 14.224 dunams (1422.4 hectáreas) de tierra. De esto, se utilizaron 859 dunams (85.9 hectáreas) para plantaciones y tierras de regadío, 5.987 dunams (0.5987 hectáreas) se asignaron al cultivo de cereales, mientras que 81 dunams (8.1 hectáreas) se clasificaron como tierras urbanas. En 1945, el kibutz de Misgav Am se estableció en lo que era la parte norte de la tierra de Hunín. Los musulmanes chiitas mantenían buenas relaciones con sus vecinos judíos, pero tenían relaciones tensas con los musulmanes suníes de Safed.

### Guerra árabe-israelí de 1948
En mayo de 1948, durante la guerra de 1948, las autoridades libanesas dieron a los habitantes de Hunín seis días para evacuar la aldea. Dos semanas después, una redada del Palmaj llevó a muchos de los habitantes a huir al Líbano, dejando a 400 residentes en el pueblo.
Durante una reunión en agosto de 1948, los mujtars de Hunín y otras aldeas chiitas vecinas se reunieron con los judíos del kibutz de Kefar Guiladí, declarando su voluntad de ser buenos ciudadanos de Israel. Su propuesta fue transmitida al gobierno israelí, donde recibió el apoyo entusiasta del ministro Bejor-Shalom Sheetrit. El Ministerio de Asuntos de las Minorías elaboró un informe en el que recomendaba que se llegara a un acuerdo de este tipo con los aproximadamente 4700 chiitas de la región para promover relaciones amistosas con el Líbano y aprovechar la mala relación de los chiitas con los sunitas, y mejorar la perspectiva de una futura extensión de la frontera. Esta propuesta no fue aceptada, a pesar del apoyo del Ministro de Asuntos de las Minorías, Sheetrit.
En agosto, las FDI obligaron a más habitantes de Hunín a huir. El 3 de septiembre de 1948, las FDI asaltaron la aldea, volaron 20 casas, y expulsaron a los aldeanos restantes. La mayoría de los aldeanos se refugiaron en las aldeas chiitas del Líbano.

### Israel
Margaliot fue establecido en 1951 por inmigrantes judíos de Irak, Kurdistán y Yemen, en las tierras al sur de Hunín, que fue destruido durante la guerra árabe-israelí de 1948.
Durante la guerra del Líbano de 2006, 230 residentes de Margaliot fueron evacuados a la aldea juvenil de Nevé Hadasá en el centro de Israel, debido a los ataques con cohetes Katiusha desde el Líbano por parte de Hezbolá.
Tras el estallido de la guerra Israel-Gaza, y debido a ataques por parte de Hezbolá y facciones palestinas del sur del Líbano, el moshav fue evacuado junto con decenas de pueblos en la Alta Galilea.El 21 de octubre del 2023, dos trabajadores extranjeros tailandeses resultaron heridos por metralla en un ataque de Hezbolá contra la zona.En marzo de 2024, un misil antitanque lanzado por Hezbolá contra Margaliot provocó la muerte de un trabajador extranjero indio e hirió a otros siete.

## Personas notables
- Yossi Sarid (1940–2015), político y comentarista de noticias.